# 엥가어
엥가어(Enga, 혹은 Caga, Tsaga, Tchaga)는 파푸아뉴기니의 엥가주에서 18만여 명이 사용하는 트랜스뉴기니어족의 엥가어족에 포함되는 언어이다.
주요 방언으로 칸다페, 라야포, 타야토, 마이(와바그), 마라무니(말라무니), 카이나, 카포나, 사우(사우 엥가, 와피), 얀다포, 라팔라마 1, 라팔라마 2, 라이아감, 사리가 있으며 표준 방언은 마이 방언으로 대부분의 화자들에게 이해된다.